# Barbra Streisand (dal)
A Barbra Streisand című dal az amerikai-kanadai Duck Sauce 2010. szeptember 10-én megjelent kislemeze, mely Ausztráliában, Belgiumban, Finnországban, Hollandiában, Norvégiában, Skóciában és Svájcban előkelő helyezést ért el a slágerlistákon. A dal 2011. november 30-án megkapta a legjobb dance felvétel kategóriában Grammy-díjat nyert az 54. Grammy-díj kiosztó gálán. A dal szerepelt a Just Dance 3, Nintendo Wii, és Xbox Kinect játékokban.

## Előzmények
A Barbra Streisand névre keresztelt dal zenei alapjait a Nighttrain együttes 1973-ban megjelent Hello Bimmelbahn című német nyelvű dalából merítették, de felhasználták ennek átiratát is, az 1979-es Boney M. Gotta Go Home féle változat zenei alapjait is.
A dal kislemez borítóját Streisand 1980-ban megjelent Guilty albuma ihlette, ahol Barry Gibbel látható eredetileg. A borítón Gibb és Streisand arcát eltávolították, és kacsacsőrökkel helyettesítették.

## Videóklip
A videóklipet New Yorkban vették fel, és olyan ismert előadók szerepelnek benne, mint Kanye West, Pharrell Williams, André 3000, Ryan Leslie, Buckshot, Smif-n-Wessun, DJ Premier, Todd Terry, Chromeo DJ Mehdi, So Me (aki szintén részt vett a videóklip rendezésében), valamint Diplo, Questlove, Ezra Koenig, Santigold, Yelawolf, The Roots és Fafi, valamint a Team Facelift hiphopcsapat.

## Megjelenések
12"  Németország Ministry Of Sound – MOS104
- A	Barbra Streisand (Original Mix) 5:00
- B	Barbra Streisand (Afrojack Meat Mix) 5:08

CD Single  Egyesült Királyság All Around The World – CDGLOBE1472
1. Barbra Streisand (UK Radio Edit)	2:21
2. Barbra Streisand (Extended Mix) 4:54
3. Barbra Streisand (Afrojack Ducky Mix) 5:09
4. Barbra Streisand (Afrojack Meat Mix) 5:08

## Felhasználás más médiákban
- A dal szerepelt a Glee című sorozat 2. szezonjában, a Born This Way című sorozatban.[9]
- A dalt felhasználták a Calgary Flames gól dalaként a 2011-2012-es szezonban.
- A dalt a Fülöp-szigeteki Idegenforgalmi Minisztérium Reklámkampányaként is használták 2012-2013 között.
- A dal szerepelt a 2012-es Szeka-túra[10] című filmben, amikor Seth Rogen és Barbra Streisand együtt hallgatják a dalt egy autóban. A refrén közben Barbra felpattan, és mondja, hogy róla szól a dal.[11]

## Slágerlisták

### Heti összesítések
| Slágerlista (2010–11)                          | Legjobb helyezések |
| ---------------------------------------------- | ------------------ |
| Ausztrália ARIA                                | 9                  |
| Ausztria Ö3 Austria Top 40                     | 1                  |
| Belgium Ultratop 50 Flanders                   | 1                  |
| Belgium Ultratop 50 Wallonia                   | 1                  |
| Brazilian Singles Chart (ABPD)                 | 40                 |
| Kanada (Radio Top 100)                         | 35                 |
| Csehország (Radio Top 100)                     | 1                  |
| Dánia (Tracklisten Top 40)                     | 2                  |
| European Hot 100 Singles                       | 2                  |
| Finnország (Singlet Top 20)                    | 1                  |
| Franciaország (Single Top 100)                 | 3                  |
| Németország (Media Control Charts)             | 3                  |
| Magyarország (Dance Top 40)                    | 1                  |
| Magyarország (Rádiós Top 40)                   | 33                 |
| Írország (IRMA)                                | 2                  |
| Izrael (Media Forest)                          | 3                  |
| Olaszország (FIMI)                             | 4                  |
| Litvánia (European Hit Radio)                  | 13                 |
| Luxemburg Luxembourg Digital Songs (Billboard) | 1                  |
| Hollandia (Top 40)                             | 2                  |
| Hollandia (Single Top 100)                     | 1                  |
| Új-Zéland (Recorded Music NZ)                  | 11                 |
| Norvégia (VG-lista)                            | 1                  |
| Lengyelország (Polish Airplay Top 20)          | 1                  |
| Lengyelország (Dance Top 50)                   | 6                  |
| Lengyelország (Video Chart)                    | 3                  |
| Románia (UPFR)                                 | 8                  |
| Skócia Official Charts Company                 | 1                  |
| Szlovákia Radio Top 100                        | 8                  |
| Spanyolország PROMUSICAE                       | 6                  |
| Spanyolország (Airplay Chart)                  | 9                  |
| Svédország Sverigentopplistan                  | 9                  |
| Svájc Schweizer Hitparade                      | 1                  |
| UK Official Charts Company                     | 1                  |
| UK Official Charts Company                     | 3                  |
| US Billboard Hot 100                           | 89                 |
| US Billboard Dance Club Play                   | 1                  |

### Év végi összesítések
| Slágerlista (2010)                       | Helyezések |
| ---------------------------------------- | ---------- |
| Ausztrália Australian Singles Chart      | 57         |
| Hollandia Dutch Singles Chart            | 15         |
| Európa European Hot 100 Singles          | 91         |
| Németország German Singles Chart         | 27         |
| Olaszország Italian Singles Chart        | 91         |
| Slágerlista (2011)                       | Helyezések |
| Ausztria Austrian Singles Chart          | 32         |
| Németország German Singles Chart         | 59         |
| Lengyelország Polish Dance Singles Chart | 19         |
| Spanyolország Spanish Singles Chart      | 33         |
| Svájc Swiss Singles Chart                | 22         |

## Megjelenések a világban
| Régió                     | Dátum                | Formátum                     | Label                       |
| ------------------------- | -------------------- | ---------------------------- | --------------------------- |
| Belgium                   | 2010. szeptember 10. | Digitális letöltés           | ARS                         |
| Luxemburg                 | 2010. szeptember 10. | Digitális letöltés           | ARS                         |
| Ausztrália                | 2010. szeptember 24. | Digitális letöltés           | etcetc                      |
| Egyesült Királyság        | 2010. október 10.    | Digitális letöltés           | 3 Beat All Around the World |
| Egyesült Királyság        | 2010. október 17.    | CD single                    | 3 Beat All Around the World |
| Amerikai Egyesült Államok | 2010. október 12.    | Digitális letöltés           | Downtown                    |
| Dánia                     | 2010. október 22.    | Digitális letöltés           | disco:wax                   |
| Németország               | 2010. október 29.    | CD single Digitális letöltés | Embassy of Music            |
| Hollandia                 | 2010. október 6.     | Digitális letöltés           | Spinnin'                    |

## Díjak, eladások
| Ország                       | Minősítés  | Eladások |
| ---------------------------- | ---------- | -------- |
| Ausztrália ARIA              | 2x platina | 140.000  |
| Ausztria IFPI                | platina    | 30.000   |
| Belgium BEA                  | platina    | 30.000   |
| Kanada Music Canada          | platina    | 80.000   |
| Dánia IFPI Denmark           | platina    | 30.000   |
| Finnország Musiikkituottajat | arany      | 5.878    |
| Németország BVMI             | platina    | 300.000  |
| Olaszország FIMI             | platina    | 30.000   |
| Új-Zéland RMNZ               | arany      | 7.500    |
| Spanyolország PROMUSICAE     | arany      | 20.000   |
| Svédország GLF               | platina    | 40.000   |
| Egyesült Királyság BPI       | arany      | 400.000  |